# 亚特兰大 (路易斯安那州)
亚特兰大（英語：Atlanta），是美国路易斯安那州下属的一座村镇。根据2010年美国人口普查，该市有人口163人。建置上，属于“village”。